# Hypoxis nivea
Hypoxis nivea är en enhjärtbladig växtart som beskrevs av Y.Singh. Hypoxis nivea ingår i släktet Hypoxis och familjen Hypoxidaceae. Inga underarter finns listade i Catalogue of Life.